# ابراهیم دیاکیت
ابراهیم دیاکیت (انگلیسی: Ibrahim Diakité؛ زادهٔ ۳۱ اوت ۲۰۰۳) بازیکن فوتبال است.